# Full-Reuenthal
Full-Reuenthal là một đô thị ở huyện Zurzach, bang Aargau, Thụy Sĩ.